# بای‌داولتوو
بای‌داولتوو (انگلیسی: Baydavletovo) یک شهرک در شهرستان زیانچورینسکی استان باشقیرستان کشور روسیه است.